# Вторгнення Той
Вторгнення Той (яп. 刀伊の入寇, toi no nyūkō) — вторгнення чжурчженських піратів до південного Кюсю у 1019 році. Термін «той» (되, Доу) корейською мовою означав «варвар».

## Перебіг
Пірати Той відплили з приблизно 50 кораблями з Корьо і напали на Цусіму та Ікі, починаючи з 27 березня 1019 р. Після того, як був знищений гарнізон острова Ікі, що складався з 147 солдатів, пірати рушили до затоки Хаката. Чжурчжені вирізали всіх японських чоловіків, захопивши жінок у полон. Загинув також губернатор Фудзівара Нотада. Протягом тижня, використовуючи острів Ноконо в затоці Хаката як базу, вони грабували села та викрали понад 1000 японців, переважно жінок та молодих дівчат, яких використовували як рабів. Потім шитокан (очільник) Дадзайфу Фудзівара но Такаіе зібрав армію і успішно вигнав піратів.
Під час другого невдалого рейду на місто Мацуура (провінція Хідзен) 13 квітня 1019 року японська армія захопила трьох піратів. Їх визначили корейцями. Вони сказали, що вони охороняли прикордонний край, але були захоплені той. Однак це було малоймовірно, і японські офіцери підозрювали їх, оскільки в період Сілли корейські пірати атакували узбережжя Японії. Кілька місяців потому делегат Корьо Чон Джарянг (鄭子良) повідомив, що сили Корьо перехопили піратів біля Вонсана і врятували близько 260 японських полонених. Потім уряд Кореї репатріював їх до Японії. Залишилися докладні звіти двох полонених жінок.
Японських дітей та жінок, викрадених чжурчжені, здебільшого змушували стати повіями та рабами. Тільки 270 або 259 японців на 8 кораблях було повернуто, коли Корьо встиг їх перехопити. 1280 японців потрапили в полон, 374 японців було вбито і 380 голів худоби, що належать японцям, було вбито заради їжі.
Травматичні спогади про набіги чжурчженів на Японію, монгольські вторгнення в Японію на додаток до того, що Японія вважала чжурчженів «татарськими» «варварами» після копіювання китайської варварсько-цивілізованої різниці, можливо, зіграли роль у антагоністичних поглядах Японії на маньчжурів і ворожості до них у наступні століття, наприклад, коли Токуґава Ієясу розглядав об'єднання маньчжурських племен як загрозу для Японії. Японці помилково вважали, що Хоккайдо мав сухопутний міст до Тартарії, де жили маньчжури, і думали, що маньчжури можуть вторгнутися в Японію. У 1627 році сьогунат Токугава надіслав Кореї через Цусіму повідомлення, пропонуючи допомогу Кореї проти вторгнення маньчжурів 1627 року. Корея відмовилася.